# Видић
Видић је јужнословенско презиме. Познате особе са овим именом су:
- Дејан Видић (рођен 1993), српски фудбалер
- Немања Видић (рођен 1981), српски фудбалер